# Marco Aurelio Balbis Bertone

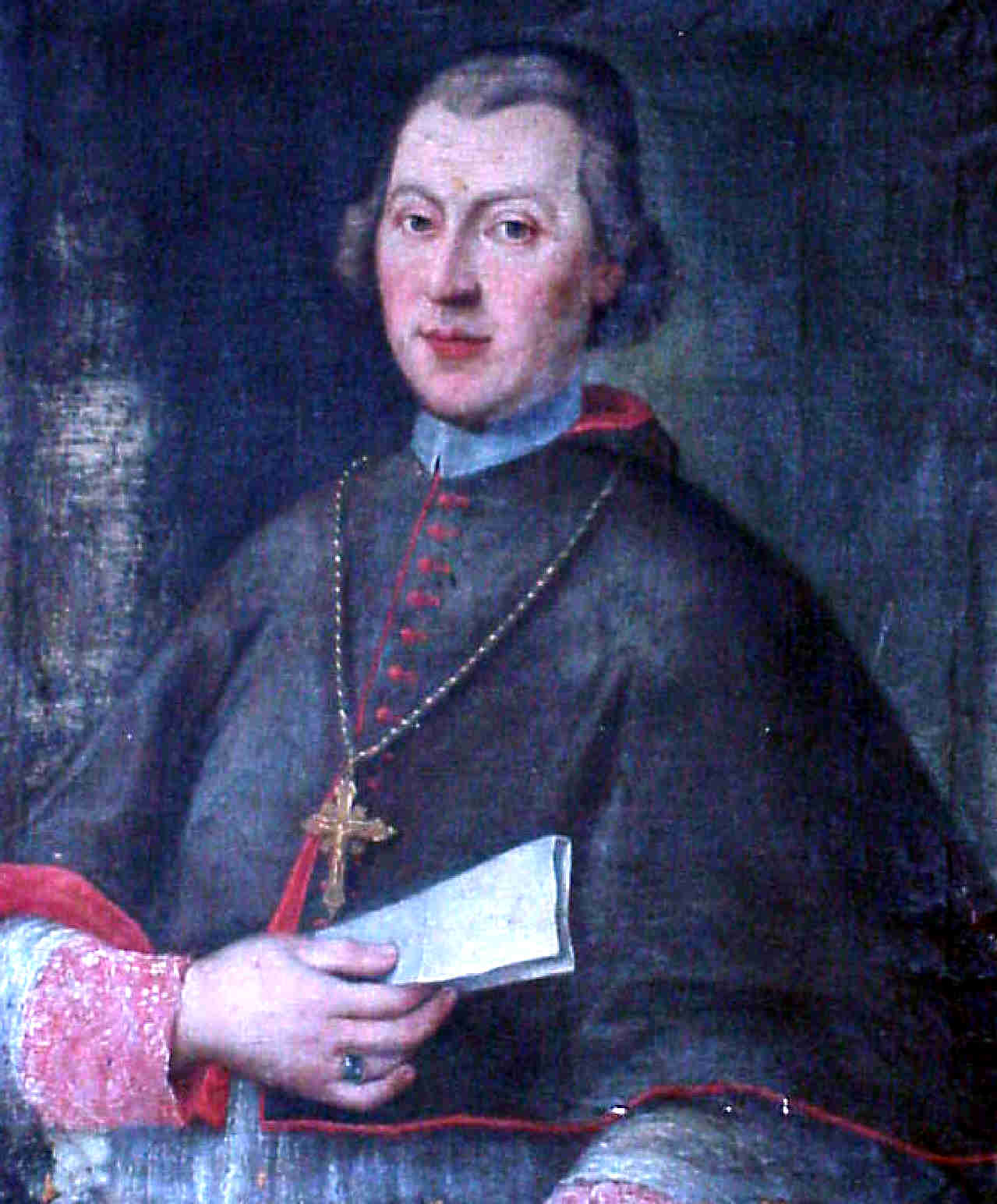
Bischof Marco Aurelio Balbis Bertone

Marco Aurelio Balbis Bertone (* 2. Juni 1725 in Chieri; † 17. Mai 1789) war ein italienischer römisch-katholischer Geistlicher und Bischof von Novara.

## Leben
Er schloss 1749 in Turin das Studium der Theologie ab. Am 22. März 1749 empfing er die Diakonen- und am 20. September desselben Jahres die Priesterweihe.
Papst Benedikt XIV. berief ihn am 3. Januar 1757 zum Bischof von Novara. Die Bischofsweihe spendete ihm am 16. Januar 1757 Kardinal Giorgio Doria; Mitkonsekratoren waren Erzbischof Nicolò Lercari und Bischof Giovanni Battista Giampè. Balbis Bertone entfaltete eine rege seelsorgliche Tätigkeit, wie 73 Aktenbände zu Visitationen belegen. Ferner begründete er ein Seminar in Gozzano und ermöglichte ein weiteres in Novara. In seiner Amtszeit endete 1767 die Feudalherrschaft der Bischöfe von Novara über die Riviera d’Orta.
Marco Aurelio Balbis Bertone wurde in der Kathedrale von Novara beigesetzt.